# ウルゲンチ

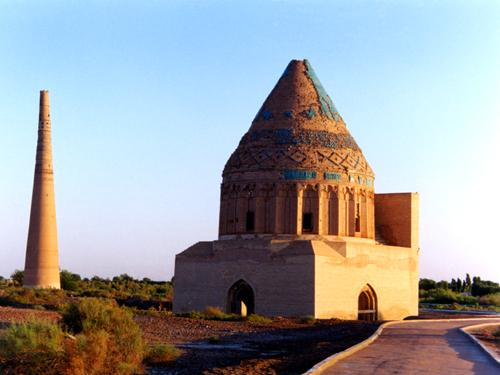
テキシュ廟

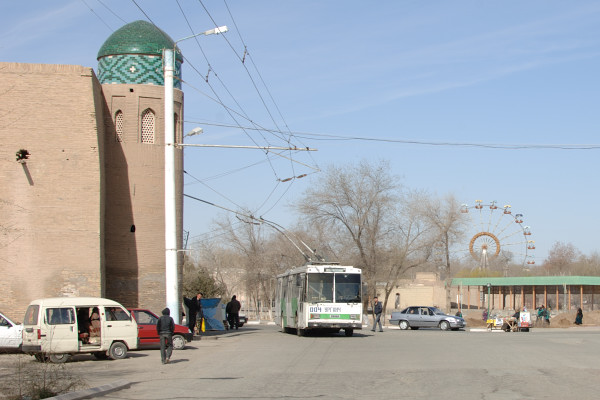
ウルゲンチのトロリーバス

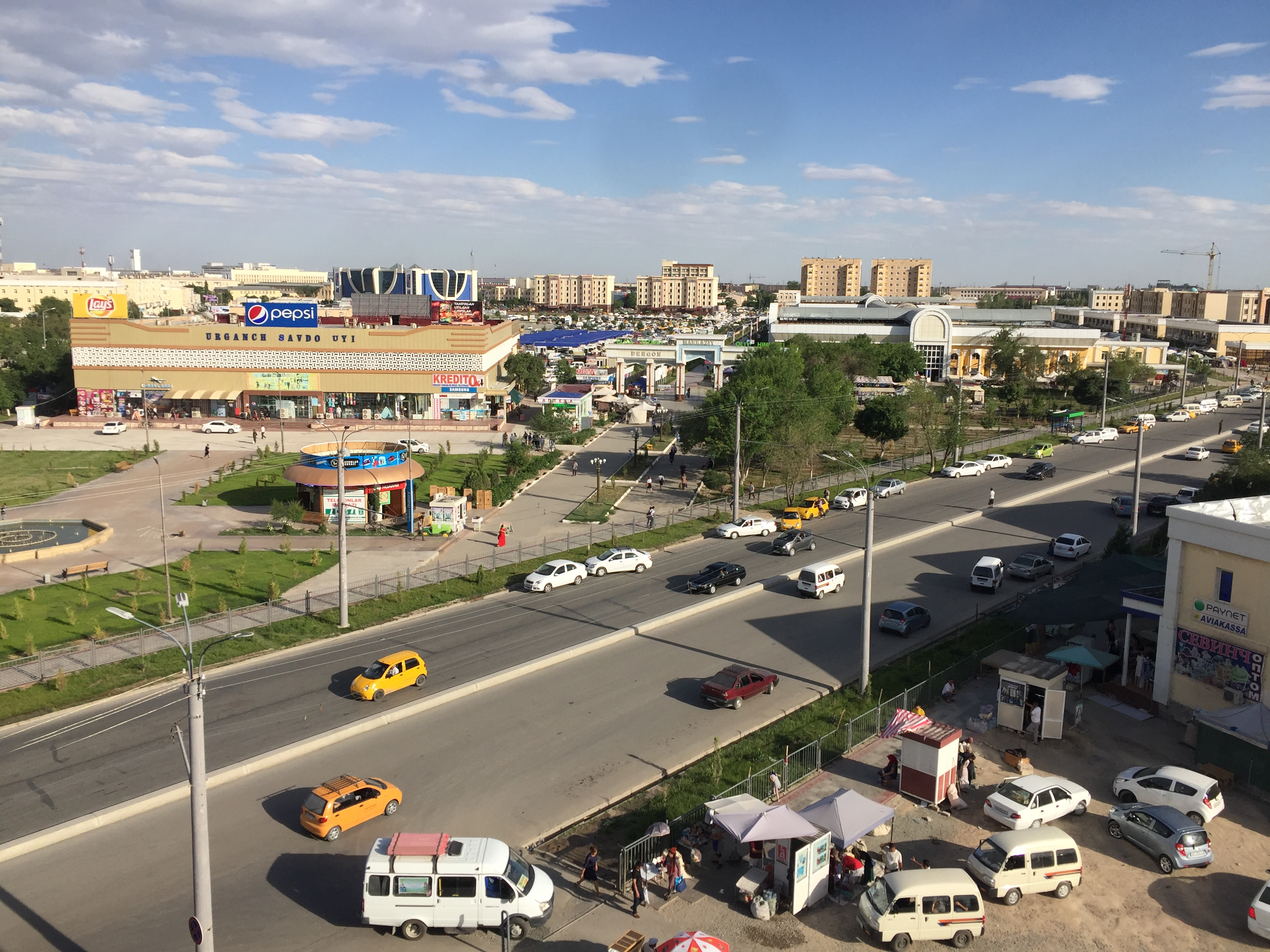
市中心部

ウルゲンチ（ウズベク語: Urganch / Урганч、ロシア語: Ургенч、ペルシア語: گرگانج）は、中央アジア、ホラズム地方の歴史的都市。現在のウルゲンチはウズベキスタンのホラズム州の州都（人口13.9万人 1999年）である。

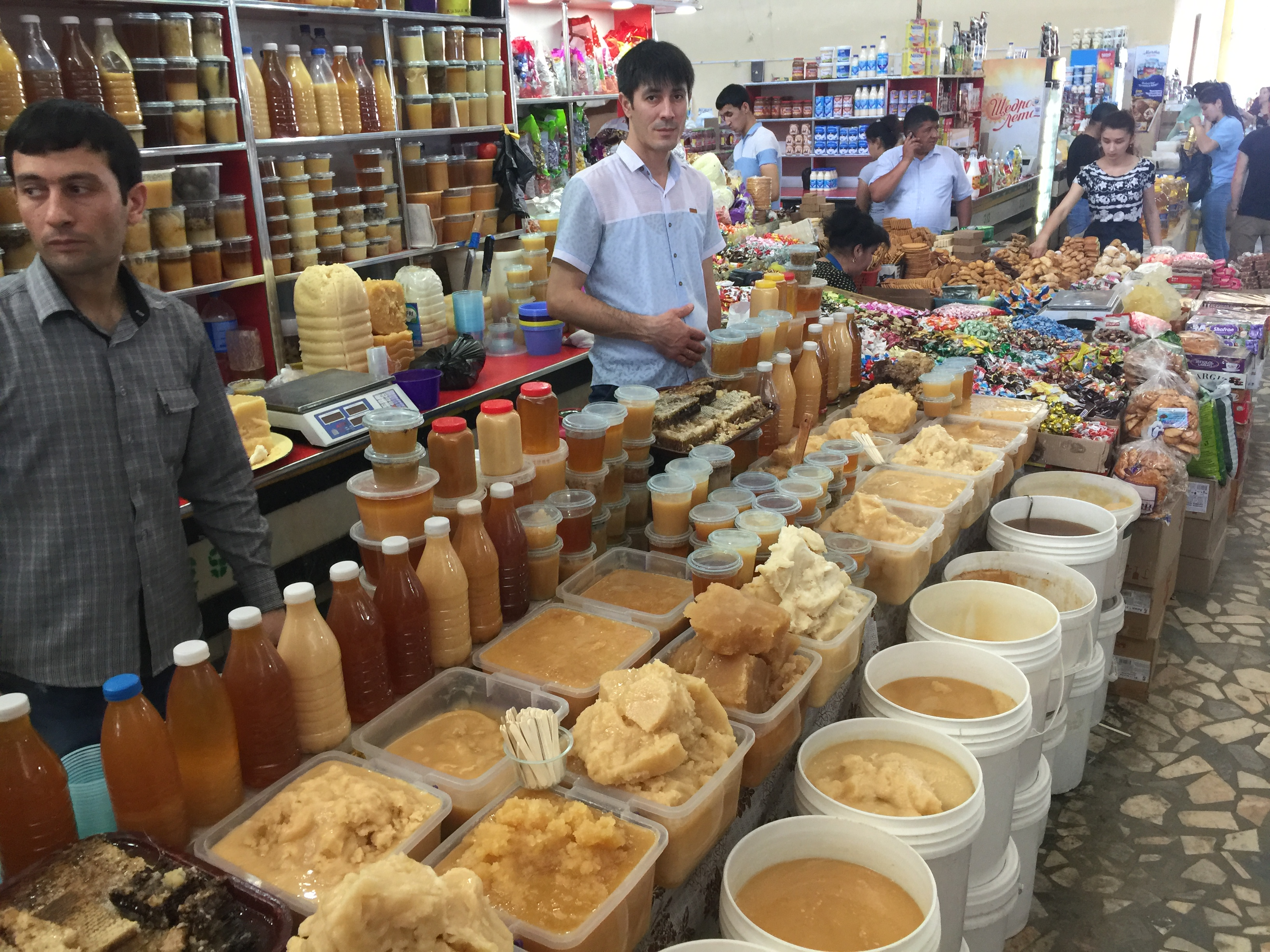
マーケット

## 呼称
ウルゲンチはテュルク諸語の名称で、ペルシア語ではグルガーンジュ(Gurgānj)という。かつてアラビア語の地理書にはジュルジャーニーヤ(Jurjānīya)という名前で記録されていた。

## 地理
アムダリヤ川やシャヴァト運河が流れる。標高は91m。ブハラからはキジルクム砂漠を挟んで450km。

## 歴史

### クフナ・ウルゲンチ
ウルゲンチが歴史にあらわれたのは比較的遅く、動静がはっきりするのはホラズムのイスラム化以降である。もともとはペルシア系の住民が多く住んでいたが、アラル海周辺の草原地帯を通じて現在のカザフ草原に住むテュルク系遊牧民たちの交易拠点となり、「草原の港」として経済的に発展した。10世紀には、ウルゲンチを拠点とする土着のペルシア人君侯が右岸のカースにいるホラズム・シャー（ホラズム王）から独立し、さらにカースを併合して自らホラズム・シャーを自称したので、その本拠地であるウルゲンチは全ホラズムの中心都市となった。
11世紀にテュルク系王朝のガズナ朝、セルジューク朝があいついで中央アジアを席捲するとホラズムもその支配を受け、ウルゲンチにはマムルーク（奴隷軍人）出身の将軍が総督として派遣されてくるようになった。12世紀に入るとセルジューク朝のホラズム総督がホラズム・シャーを自称して独立し、ウルゲンチはホラズム・シャー朝の首都となった。ホラズム・シャー朝のもとでカンクリ族などテュルク系遊牧民の流入、定住化が増加し、ウルゲンチの住民のほとんどはテュルク系の言葉を話すようになっていった。
12世紀末から13世紀初頭にかけ、ホラズム・シャー朝が中央アジアからイランに広がるセルジューク朝の旧領を支配する大帝国に発展すると、ウルゲンチはその都として繁栄をきわめ、当時のイスラム世界において最も壮大で豊かな都市であると言われるほどになった。この時代には市街地はアムダリヤ川を越え、川をまたいで両岸に広がっていたといわれる。しかし、ホラズム・シャーのアラーウッディーン・ムハンマドと、その外戚のカンクリ族の間での対立が深まり、アラーウッディーンはカンクリ族の影響が強いウルゲンチを離れてサマルカンドに移った。
1220年、中央アジアを席捲したモンゴル帝国のチンギス・ハーンは、長男ジョチと次男チャガタイ、三男オゴデイの率いる軍をホラズムに送り込み、ウルゲンチを包囲した（チンギス・カンの西征、モンゴルのホラズム・シャー朝征服）。ウルゲンチはカンクリの軍人たちが中心になって頑強に抵抗し、ジョチとチャガタイの兄弟仲が不和であったことにも助けられて長期の篭城を続けたが、1221年に攻略され、都市は徹底的に破壊された。

### 再建されたウルゲンチ
1231年、モンゴル帝国のもとで破壊された旧市の南にウルゲンチは再建され、復興した。ホラズムはジョチ・ウルスの支配下に組み込まれ、14世紀にはウルゲンチは再びホラズムの中心都市として繁栄し、中央アジア屈指の大都市として栄えた。
しかし、その後アムダリヤ川の河道が北に遷移をはじめたため、河道から離れたウルゲンチは衰退し始めた。16世紀以来ホラズムを支配したヒヴァ・ハン国は17世紀にウルゲンチから北のヒヴァに遷都し、さらに繁栄を支えた水利をまったく失った旧ウルゲンチは都市としても放棄され、砂漠の中に取り残されて廃墟となった。ホラズム地方の分割の結果、ウルゲンチの遺跡は現在トルクメニスタン領に組み込まれている。

### 新ウルゲンチ
一方、16世紀、ヒヴァの近郊に新ウルゲンチが再建された。新ウルゲンチは旧ウルゲンチの商業活動を引き継いで、綿花や絹の対ロシア貿易で成長を続け、ヒヴァ・ハン国でヒヴァを凌ぐ貿易都市となっていった。現在のウルゲンチは完全なソ連式の町で、1922年に発生したバスマチ蜂起の犠牲となった22人のコムソモールの若者の記念碑などもある。
現在はウズベキスタンのホラズム州の州都となり、南西35kmにあるヒヴァへの玄関口ともなっている。

## 旧ウルゲンチ
旧ウルゲンチは、現地ではクフナ・ウルゲンチと呼ばれ、ホラズム・シャー朝期からティムール朝期の遺跡が残されている。こちらはトルクメニスタン共和国に属し、2005年に、ユネスコの世界遺産に登録された。
- テキシュ廟
  - 12世紀のホラズム・シャー、アラーウッディーン・テキシュの墓廟。ホラズム・シャー朝期の代表的な遺跡で、青いタイルで飾られた三角錐の帽子型の屋根が特徴的である。
- クトルグ・ティムールのミナレット
  - 14世紀にジョチ・ウルスのホラズム総督ティムール・クトルグによって建設されたミナレット。テキシュ廟の北西そばに位置し、中央アジア最長の67mの高さを誇る。
- テュラベク・ハヌム廟
  - クトルグ・ティムールの夫人テュラベク・ハヌムの墓廟。旧ウルゲンチで最大の建造物。

このほか、キャラバンサライやスーフィズムの聖者の墓廟が数多くあり、トルクメニスタンの主要な観光地である。

## 交通
カラカルパクスタン共和国やナヴォイへと向かうウズベキスタン鉄道の駅がある。また、ウルゲンチ国際空港があり、タシュケントへの国内便が毎日運航している。